# 구세군 중앙회관
구세군 중앙회관은 1908년 조선에 처음 도입된 이후 특히 빈민 구제를 통한 선교에 주력해 온 구세군의 역사를 상징적으로 보여주는 건물이다. 2019년 10월 4일 정동1928 아트센터라는 이름의 문화 공간으로 재개관하였다.

## 설명
이 건물은 1926년 조선을 방문한 구세군 대장 브람웰 부스(Bramwell Booth)의 일흔 살 생일을 기념하여 모금한 미국 사관들 및 구세군 신도들의 의연금으로 1927년 11월 신축에 착수, 1928년 준공되었다. 건립 당시부터 1989년까지 구세군의 새로운 인력을 양성하는 구세군 사관학교로 사용되었는데 1959년 1·2층 일부를 증축하고 강당 천장을 높이는 공사가 시행된 후 구세군 대한본영의 사무실 일부가 입주하면서부터 구세군 중앙회관으로 불리게 되었다.
복잡한 장식이 배제된 외관은 단순하지만 당당한 인상을 주며 좌우 대칭의 균형감이 특히 돋보인다. 벽돌조의 외관과 중앙 현관의 4개의 기둥에는 신고전주의 양식이 충실히 반영되어 있다.
구세군 중앙회관은 건립 당시 서울의 10대 건물 중 하나로 손꼽혔을 만큼 건축적으로도 의미 있는 근대건축물일 뿐만 아니라 일제 강점기의 수난과 한국전쟁을 거쳐 한국 구세군의 중흥기인 근대화 과정에 이르기까지 한국 구세군의 혼과 정신이 뿌리 깊게 담겨 있는 건물이기도 하다.